# فيكتور بورجوازي
فيكتور بورجوازي هو مهندس معماري بلجيكي، ولد في 29 أغسطس 1897 في شارلوروا في بلجيكا، وتوفي في 24 يوليو 1962 في بروكسل في بلجيكا.